# Jozef Magé
Jozef Antoine Xavier Magé (Hoboken, 22 september 1905 - Lier, 7 maart 1972) was een Belgisch syndicalist en politicus voor de BSP.

## Levensloop
Magé was vakbondssecretaris van de PMB Antwerpen. Tevens was hij van 1962 tot 1963 ondervoorzitter en vervolgens (hierop aansluitend) voorzitter van het ABVV-gewest Antwerpen. Hij volgde in deze hoedanigheid Jos Huygen op, zelf werd hij opgevolgd door Frans Christiaenssens in 1970.
In 1938 werd hij voor de BWP en daarna de BSP gemeenteraadslid van Lier, bij zijn overlijden werd hij in deze hoedanigheid opgevolgd door Herman Peeters. In 1954 werd hij verkozen tot lid van de Kamer van volksvertegenwoordigers voor het kiesarrondissement Mechelen en vervulde dit mandaat tot in 1958. 
Hij werd dat jaar lid van de Senaat als provinciaal senator voor de provincie Antwerpen en dit mandaat oefende hij uit tot aan zijn dood. Gedurende drie maanden had hij als gevolg van het toen bestaande dubbelmandaat ook zitting in de Cultuurraad voor de Nederlandse Cultuurgemeenschap, die op 7 december 1971 werd geïnstalleerd en de verre voorloper is van het Vlaams Parlement.